# William Hopkins
William Hopkins   (Kingston on Soar, 2 de febrer de 1793 - Cambridge, 13 d'octubre de 1866) fou un geòleg i matemàtic anglès conegut com a fabricant de wranglers.

## Vida i Obra
Fill de grangers, ell mateix va muntar una granja a Bury St Edmunds (Suffolk) amb la seva primera dona, però en morir aquesta, la va vendre i va ingressar al Peterhouse College de la universitat de Cambridge el 1822. Es va graduar l'any 1827 en la mateixa classe que Augustus De Morgan.
Abans de graduar-se s'havia casat novament amb Caroline Boys i per tant no podia optar a ser fellow del College (els fellows havien de ser solters). Van tenir un fill i tres filles, entre elles la futura activista Ellice Hopkins.
Poc després de graduar-se va obtenir el càrrec de Esquire Bedell (una mena de majordom) de la universitat i va començar a donar classes particulars de matemàtiques. Els seus alumnes obtenien tan bones qualificacions en els exàmens de matemàtiques que se'l va arribar a anomenar el fabricant de wranglers. A partir de 1858, Edward John Routh el va substituir en aquesta funció.
Durant els trenta-quatre anys que van de 1827 a 1860, ell va ser mestre de dinou senior wranglers, de setze second wranglers i de set third wrangler.
Al mateix temps, a partir de 1833, es va començar a interessar per la geologia, gràcies a la seva amistat amb Adam Sedgwick. Va publicar diversos articles sobre la natura de l'interior de la Terra, sobre la fractura dels continents i sobre el moviment de les grans masses. Tot i que la majoria de les seves teories es van demostrar incorrectes, se li reconeix haver estat el primer defensor de la introducció dels models matemàtics rigorosos en les teories geològiques. Per aquest motiu va rebre la medalla Wollaston el 1850 i va presidir la Geological Society of London des de 1851.